# 高田博久
高田 博久（たかだ ひろひさ、1961年7月16日 - ）は、千葉県市原市出身の元プロ野球選手（投手）。

## 来歴・人物
千葉商業高では、2年秋の県大会決勝で千葉工の関根浩史と投げ合って完封勝利したが、関東大会は初戦敗退。1979年夏の千葉県大会準々決勝に進出。エース銚子利夫を擁する市立銚子高と対戦するが、延長16回の熱戦の末、銚子にサヨナラ本塁打を喫し敗退。
高校卒業後は、青山学院大学に進学。しかし東都大学野球リーグでは、1981年春季リーグでチームが二部リーグに降格。以後も低迷が続き、一部昇格はならなかった。1983年秋季リーグで二部優勝に貢献、MVP、最優秀投手を受賞した。1学年下に小川博がいる。
大学卒業後は、社会人野球の日本楽器に入団。1984年の都市対抗野球ではエースとして2勝をあげ準決勝に進出するが、日本鋼管に逆転負けを喫した。1985年の第13回アジア野球選手権大会日本代表に選出される。同年の日本選手権でも順調に勝ち進み、決勝で本田技研と対戦。伊東昭光投手と投げ合い1-7で敗退、準優勝にとどまるが同大会の敢闘賞を受賞した。
1985年オフに、ドラフト外で日本ハムファイターズに入団。プロ入りする際に読売ジャイアンツからも誘いを受けていたが、拒否して日本ハムに入団し話題になった。
シュート、スライダー、カーブを武器に、1年目の1986年オープン戦から絶好調で、新人ながら開幕一軍を勝ち取った。アンダースローでありながら本格派のような投球スタイルで、「山田（久志）二世」と呼ばれ期待された。ところが、プロ初登板で1死も奪えず8失点と打ち込まれて以降は、別人のように精彩を欠くことになる。
1990年オフに自由契約となり、横浜大洋ホエールズにテスト入団。
プロ7年目の1992年は、二軍で10勝2敗4S（13SP)、防御率1.12で最多勝と最優秀防御率と最高勝率と最優秀救援投手の四冠を達成。一軍でも7月5日、中日ドラゴンズ戦にてプロ初勝利を挙げ、ヒーローインタビューで涙を流したことから「涙の1勝」と脚光を浴びた。横浜大洋ホエールズとして最後の試合となった10月7日の対読売ジャイアンツ戦では9回表に4番手で登板し、ホエールズとして最後の投手となったが、横浜ベイスターズとなった1993年は一軍登板がなく、この年限りで現役を引退し、その後は会社員に転身。

## 詳細情報

### 年度別投手成績
| 年 度    | 球 団    | 登 板 | 先 発 | 完 投 | 完 封 | 無 四 球 | 勝 利 | 敗 戦 | セ 丨 ブ | ホ 丨 ル ド | 勝 率 | 打 者 | 投 球 回 | 被 安 打 | 被 本 塁 打 | 与 四 球 | 敬 遠 | 与 死 球 | 奪 三 振 | 暴 投 | ボ 丨 ク | 失 点 | 自 責 点 | 防 御 率 | W H I P |
| -------- | -------- | ----- | ----- | ----- | ----- | -------- | ----- | ----- | -------- | ----------- | ----- | ----- | -------- | -------- | ----------- | -------- | ----- | -------- | -------- | ----- | -------- | ----- | -------- | -------- | ------- |
| 1986     | 日本ハム | 15    | 3     | 0     | 0     | 0        | 0     | 1     | 0        | --          | .000  | 101   | 21.2     | 26       | 8           | 11       | 0     | 2        | 16       | 0     | 0        | 24    | 19       | 7.89     | 1.71    |
| 1987     | 日本ハム | 6     | 2     | 0     | 0     | 0        | 0     | 2     | 0        | --          | .000  | 53    | 11.2     | 14       | 3           | 4        | 0     | 0        | 5        | 0     | 0        | 9     | 6        | 4.63     | 1.54    |
| 1988     | 日本ハム | 3     | 0     | 0     | 0     | 0        | 0     | 0     | 0        | --          | ----  | 19    | 4.1      | 7        | 2           | 1        | 0     | 0        | 3        | 0     | 0        | 5     | 5        | 10.38    | 1.85    |
| 1989     | 日本ハム | 5     | 0     | 0     | 0     | 0        | 0     | 0     | 0        | --          | ----  | 28    | 6.2      | 6        | 0           | 1        | 0     | 1        | 7        | 0     | 0        | 4     | 4        | 5.40     | 1.05    |
| 1991     | 大洋     | 3     | 1     | 0     | 0     | 0        | 0     | 2     | 0        | --          | .000  | 26    | 5.0      | 11       | 1           | 2        | 0     | 0        | 3        | 0     | 0        | 6     | 6        | 10.80    | 2.60    |
| 1992     | 大洋     | 15    | 3     | 0     | 0     | 0        | 1     | 2     | 0        | --          | .333  | 105   | 25.0     | 25       | 4           | 8        | 0     | 0        | 18       | 0     | 0        | 14    | 9        | 3.24     | 1.32    |
| 通算:6年 | 通算:6年 | 47    | 9     | 0     | 0     | 0        | 1     | 7     | 0        | --          | .125  | 332   | 74.1     | 89       | 18          | 27       | 0     | 3        | 52       | 0     | 0        | 62    | 49       | 5.93     | 1.56    |

### タイトル
- イースタンリーグ最多勝（1992年）
- イースタンリーグ最優秀防御率（1992年）
- イースタンリーグ最高勝率（1992年）
- イースタンリーグ最優秀救援投手（1992年）

### 記録
- 初登板：1986年4月9日、対西武ライオンズ2回戦（後楽園球場）、7回表に4番手で救援登板、0/3回8失点（自責点5）
- 初奪三振：1986年4月29日、対近鉄バファローズ4回戦（後楽園球場）、8回表に金村義明から
- 初先発：1986年8月13日、対近鉄バファローズ19回戦（藤井寺球場）、2回0/3を4失点（自責点2）で敗戦投手
- 初勝利：1992年7月5日、対中日ドラゴンズ14回戦（宮城球場）、12回表に5番手として救援登板・完了、2回無失点

### 背番号
- 16 （1986年 - 1990年）
- 47 （1991年 - 1993年）